# Haemaphysalis concinna
Haemaphysalis concinna – gatunek roztocza z rzędu kleszczy i rodziny kleszczowatych. Opisany został w 1844 roku przez Carla Ludwiga Kocha. Występuje w Eurazji, w strefie lasów liściastych i mieszanych, lasostepów i na wilgotniejszych stanowiskach strefy stepów. Rozprzestrzeniony jest od północnej Hiszpanii po Kamczatkę. W cyklu życiowym typowo ma trzech żywicieli: dla larw i nimf są to gady, ptaki, małe i średniej wielkości ssaki, a dla form dorosłych głównie parzystokopytne. Pasożytuje na wielu zwierzętach gospodarskich, a przypadkowo także na człowieku. Jest wektorem lub potencjalnym wektorem wielu chorób odkleszczowych, m.in. boreliozy, anaplazmoz, kleszczowego zapalenia mózgu, gorączki krwotocznej krymsko-kongijskiej, tularemii, riketsjoz i babeszjozy.

## Opis
U samców długość ciała wynosi od 2,8 do 3,3 mm, u głodnych samic od 3 do 3,8 mm, natomiast w pełni najedzone samice osiągają do 10 mm. Obie płcie są całkowicie pozbawione oczu. Gnatosoma ma prostokątną lub niemal prostokątną podstawę (basis capituli) i dobrze rozwinięte cornua, które są tępo zakończone u samicy, a dość długie i spiczaste u samca. Na kapitulum samicy występują pola porowate. Osadzone nasadowo-bocznie nogogłaszczki są krótkie i szerokie, stożkowatego kształtu, zaopatrzone w ostrogi oraz kilka spiczastych szczecin na drugim i trzecim członie. Nogogłaszczki wystają po bokach poza podstawę kapitulum. U samca wierzchołki trzecich członów nogogłaszczków są wydłużone i zakrzywione tak, że nachodzą na siebie. Wierzch idiosomy samca jak i leżąca w przedniej części jej wierzchu, okrągła, niewiele szersza niż dłuższa tarczka grzbietowa (scutum) samicy pozbawione są ornamentacji. Spód idiosomy samca nie ma tarczek brzusznych. Tarczki oddechowe samca są wydłużone, zaś samicy nieregularnie zaokrąglone. Bruzdy analne obejmują odbyt od tyłu, gdzie łączą się z pośrodkową bruzdą postanalną formując tzw. calyx. Tylna krawędź idiosomy zaopatrzona jest w festony, których zazwyczaj jest jedenaście. Wszystkie odnóża u obu płci mają na wewnętrznych stronach bioder ostrogi, szczególnie wyraźne na tych pierwszej pary. Ponadto wyraźne ostrogi sterczą ku tyłowi z krętarzy pierwszej pary.
Nimfy są bezokie. Mają stożkowate nogogłaszczki i gnatosomę wyposażoną w cornua. Bruzdy analne obejmują odbyt od tyłu.
Larwy mają owalne ciało i są bezokie. Nogogłaszczki maja stożkowaty kształt. Idiosoma odznacza się szerszą niż dłuższą tarczką grzbietową (scutum) i wyraźnie widocznymi festonami. Odnóża mają biodra zaopatrzone w ostrogi.

## Biologia i ekologia
Gatunek ten należy do kleszczy trójżywicielowych. Larwy i nimfy pasożytują głównie na gadach, ptakach oraz małych i średnich rozmiarów ssakach, natomiast dorosłe preferują parzystokopytne (zwłaszcza sarnę europejską i jelenia szlachetnego). Często atakowane są również zwierzęta gospodarskie, zwłaszcza bydło, owce i kozy. W przypadku owiec preferowanymi miejscami żerowania są twarz i uszy. Przypadkowe żerowanie na człowieku zdarza się nimfom i osobnikom dorosłym. W warunkach laboratoryjnych króliki nadają się na żywicieli wszystkich trzech stadiów rozwojowych i pozwalają na najszybsze ukończenie cyklu życiowego tego kleszcza.
Cykl rozwojowy regulowany jest przez fotoperiodyzm. Krótkie dni powodują przejście larw i nimf w stan nieaktywności lub diapauzy. Na Węgrzech larwy są aktywne od późnego maja do połowy października, nimfy od połowy kwietnia do połowy października, a aktywność dorosłych przypada na okres od maja do lipca, z maksymalnym nasileniem w czerwcu. Na Słowacji okres aktywności larw i nimf jest taki sam, natomiast formy dorosłe aktywne są od środkowego kwietnia do środkowego sierpnia, ze szczytem aktywności w czerwcu. W północno-wschodnich Chinach w warunkach naturalnych larwy są aktywne od końca maja ze szczytem aktywności na początku czerwca, nimfy żerujące na gryzoniach od czerwca do września ze szczytem w połowie lipca, a nimfy żerujące na owcach od lutego do listopada ze szczytem aktywności w sierpniu. Osobniki dorosłe żerujące na owcach stwierdzano od lutego do października z największym szczytem aktywności w czerwcu.
Badania prowadzone na królikach domowych w terenie na stanowisku w północno-wschodnich Chinach wykazały, że cykl życiowy może się zamknąć w obrębie jednego roku. Zajmował on 124–186 dni, z czego 39–57 dni przypadło na inkubację jaj, średnio 37,7 dnia na stadium larwy oraz średnio 26 dni na stadium nimfy. W pierwszym tygodniu składania jaj ich ilość była największa, natomiast później stopniowo malała.

## Występowanie
Kleszcz palearktyczny, eurazjatycki. Rozprzestrzeniony jest w strefie lasów liściastych i mieszanych klimatu umiarkowanego oraz w lasostepach i wilgotnych siedliskach stepowych. Preferuje stanowiska w pobliżu wód słodkich jak pobrzeża rzek i jezior. W Europie znany jest z północnej Hiszpanii, Francji, Niemiec, Polski, Włoch, Austrii, Czech, Słowacji, Węgier, Chorwacji, Bośni i Hercegowiny, Serbii, Białorusi, Ukrainy, Rumunii, Grecji i południowej Rosji. Południową granicę jego zasięgu stanowi w Europie i Turcji okolica równoleżnika 40° N, natomiast północną stanowisko z 53,30° N w Niemczech. Dalej na wschód występuje w rejonie Kaukazu, Abchazji, Gruzji, Azerbejdżanie, Armenii, Kazachstanie, Iranie, Uzbekistanie, Turkmenistanie, na południu Syberii, Dalekim Wschodzie Rosji, w Chinach i Japonii. W Azji sięga na południe do 33,85° N w Iranie i do 28° N w Chinach, przy czym w tych ostatnich trzykrotnie podawany był z lokalizacji położonych jeszcze dalej na południe, prawdopodobnie w wyniku zawleczenia przez ptaki. Podobną genezę ma również rekord z południowokoreańskiej wyspy Czedżu obejmujący 4 nimfy znalezione na ptaku wędrownym. Najdalej na wschód wysunięte stanowisko znajduje się na Kamczatce, natomiast na północ kleszcz ten najdalej sięga do 63,8° N w południowej Jakucji. Znany jest też z izolowanego stanowiska w okolicy 68° N w Rosji, ale ono przypuszczalnie również pochodzi z zawleczenia przez ptaki.
W obrębie zasięgu znajdują się zarówno miejsca, gdzie kleszcz ten jest bardzo pospolity, jak i takie, gdzie jest bardzo rzadki. Do tych ostatnich należą np. Francja i Niemcy (liczniejszy tylko na Pojezierzu Meklemburskim). W Polsce odnotowany został jednokrotnie w 1953 na Pobrzeżu Szczecińskim, po czym ponownie jest notowany od 2018 roku na Dolnym Śląsku i w Wielkopolsce. Licznie występuje na pograniczu Austrii, Czech, Słowacji i Węgier, gdzie jest trzecim najliczniejszym (po kleszczu pospolitym i łąkowym), a w optymalnych siedliskach nad Dunajem i Morawą nawet drugim najliczniejszym przedstawicielem rzędu kleszczy. Liczny jest również na Krymie, Kaukazie, w rejonie Ałtaju i Bajkału oraz na Dalekim Wschodzie. W prowincji Shaanxi jest najliczniej występującym kleszczem na zwierzętach domowych.

## Znaczenie medyczne i weterynaryjne
Kleszcze te mogą przenosić różne patogeny odpowiedzialne za choroby zwierząt i ludzi. Spośród wirusów wykryto w nich buranawirusa (BURV), gammahesperwirusa myszy, wirusa kleszczowego zapalenia mózgu oraz wywołującego gorączkę krwotoczną krymsko-kongijską wirusa CCHF. Do znalezionych w nich bakterii należą: Anaplasma phagocytophilum wywołująca ludzką anaplazmozę granulocytarną i gorączkę odkleszczową przeżuwaczy, Anaplasma bovis wywołująca anaplazmozę monocytarną u przeżuwaczy, Anaplasma ovis wywołująca anaplazmozę owiec i kóz, Borrelia afzelii, Borrelia garinii i Borelaia myiamotoi wywołujące boreliozę, Coxiella burnetii wywołująca gorączkę Q, Ehrlichia muri wywołująca ehrilichiozę monocytarną, Francisella tularensis wywołująca tularemię, Neoehrlichia mikurensis wywołująca neoehrilichiozę, Rickettsia heilongjiangensis wywołująca gorączkę plamistą orientalną, Rickettsia raoultii wywołująca limfadenopatię szyi, Rickettsia sibirica wywołująca północnoazjatycki dur kleszczowy oraz Rickettsia helvetica, Rickettsia kotlanii i Rickettsia tarasevichiae wywołujące nienazwane riketsjozy. Ponadto kleszcz ten jest nosicielem chorobotwórczych pierwotniaków: Babesia canis, Babesia divergens i Babesia microti wywołujących babeszjozy oraz nieoznaczonych przedstawicieli rodzajów Hepatozoon i Theileria. Duże straty gospodarcze w zakresie zdrowia ludzi i produkcji zwierzęcej kleszcz ten wywołuje od początku XX wieku w Chinach, gdzie odpowiada za wielokrotne wybuchy chorób odkleszczowych.